# 瓦萊杜帕拉伊蘇 (朗多尼亞州)
10°26′52″S 62°08′03″W / 10.44778°S 62.13417°W
瓦萊杜帕拉伊蘇（葡萄牙語：Vale do Paraíso），是巴西的城鎮，位於該國西北部，由朗多尼亞州負責管轄，始建於1992年2月13日，面積965平方公里，海拔高度600米，2010年人口8,218，人口密度每平方公里8.51人。